# 大生活
《大生活》是由北京电视台、上海文广新闻传媒集团和北京国立常升影视文化传播有限公司联合拍摄的一部生活电视剧，其剧本是根据已故作家乔瑜同名小说《大生活》改编的。该剧由张国立、赵涛、张嘉译及韩雨芹领衔主演，导演为黄力加。本剧于2010年5月11日被列入第15届上海电视节白玉兰奖入围名单。
剧集主要讲述了生活在成都的贫民柳东（张国立饰），一个汽修厂工人，克服自己生活困难并帮助别人的故事。在他所工作的汽修厂倒闭以后，他开始以卖皮鞋为生。在此期间他遇见了一个流浪女（蒋依依饰），在她谎称自己是柳东的女儿被警察识破后，柳东收养了她，并取名为小鱼儿。之后，离过婚而又收入微薄的他有三次结婚的机会，但最终未能成功结婚。在柳东身边，有很多像他一样的人，他们一起共同诠释着生活的意义，故事围绕此展开。